# Миле Петровић
Миле Петровић био је новинар и романсијер. Рођен је 11. октобра 1937. године у Небочају код Сарајева.

## Биографија
Основну школу похађао је у Семизовцу и Рељеву, гимназију у Сарајеву, затим студирао свјетску књижевност на Филолошком факултету у Београду, на којем је апсолвирао. Радио је у листовима "Наши дани", "Сарајевске новине", "За домовину"(Згб), "Књижевности", "Путевима", "Делу", а од 1964. године стално у "Ослобођењу".

## Књижевни рад
Два његова објављена лирска романа из савременог живота пуна су емоција, разбарушених асоцијација, испрекиданих успомена, писана грозничаво, повишеним тоном, наглашено ритмичким стилом,с много експерименталних елемената, с неразговјетном основном идејом и честим мијењањем стилова (лирског, репортерског, експресивног, дескриптивног). Мисао често подређена ритму и мелодији реченице, префорсирана поетичност израза над садржајем. Написао је и једну радио-драму "Затвореник".